# Касть (приток Ноли)
Касть — река на северо-западе Костромской области России, правый приток Ноли.
Длина реки — 48 км, площадь водосборного бассейна — 160 км². Исток находится вблизи высшей точки Галичской возвышенности, в 3 км к северо-западу от деревни Вонышево в Солигаличском районе. Общее направление течения — южное. В верховье река протекает также по территории Буйского района. Среднее и нижнее течение проходит в Галичском районе (в этой части река часто меняет направление течения). Впадает в Нолю по правому берегу в 40 км от её устья.
Основные притоки (правые) — Горница, Логинка, Каменка.
Территория бассейна покрыта лесом, испещрённым открытыми участками в местах бывших деревень на юге и севере бассейна. В правобережье нижнего течения находятся малые деревни Закастье и Кишкино. Имеются два моста через реку вблизи Закастья.

## Данные водного реестра
По данным государственного водного реестра России относится к Верхневолжскому бассейновому округу. Речной бассейн реки — (Верхняя) Волга до Куйбышевского водохранилища (без бассейна Оки), речной подбассейн реки — Волга ниже Рыбинского водохранилища до впадения Оки, водохозяйственный участок реки — Кострома от истока до водомерного поста у деревни Исады.
Код объекта в государственном водном реестре — 08010300112110000012250.